# أنتوني شاكر
أنتوني شاكر (بالإنجليزية: Anthony Shakir)‏ هو دي جيه ومنتج أسطوانات أمريكي، ولد في 1966.

## وصلات خارجية
- أنتوني شاكر على موقع ميوزك برينز (الإنجليزية)
- أنتوني شاكر على موقع ميوزك برينز (الإنجليزية)
- أنتوني شاكر على موقع ميوزك برينز (الإنجليزية)
- أنتوني شاكر على موقع أول ميوزيك (الإنجليزية)
- أنتوني شاكر على موقع أول ميوزيك (الإنجليزية)
- أنتوني شاكر على موقع ديسكوغز (الإنجليزية)
- أنتوني شاكر على موقع ديسكوغز (الإنجليزية)
- أنتوني شاكر على موقع ديسكوغز (الإنجليزية)
- أنتوني شاكر على موقع ديسكوغز (الإنجليزية)